# Новое Сташино
Новое Сташино — деревня в Кашинском городском округе Тверской области.

## География
Находится в юго-восточной части Тверской области на расстоянии приблизительно 15 км на север-северо-запад по прямой от города Кашин.

## История
Деревня была показана ещё на карте Менде (состояние местности на 1848 год). В 1859 году здесь (деревня Кашинского уезда) было учтено 12 дворов. До 2018 года входила в состав ныне упразднённого Пестриковского сельского поселения.

## Население
Численность населения: 111 человек (1859 год), 0 как в 2002 году, так и в 2010.